# Stellar☆Theater
『Stellar☆Theater』（ステラ☆シアター）は、Rosebleuより2009年6月26日に発売された18禁恋愛アドベンチャーゲームである。略称「すてしあ」。
2011年6月24日には、ファンディスク『Stellar☆Theater ENCORE』が発売された。また2013年2月28日には、サイバーフロントよりPlayStation Portable版『Stellar☆Theater PORTABLE』が発売された。
2012年5月22日からGREEで、2012年9月6日からPixivゲームで、Abyss Gateによるアイテム課金制の全年齢向けソーシャルノベルゲームとして配信されている。

## 概要

### Stellar☆Theater
異星人が存在する世界観を背景に、異星人の干渉から地球を守る「十二星座」候補のヒロインたちと主人公が関わる中で、様々な「記憶」に触れていく恋愛アドベンチャーである。
新ブランドRosebleuの処女作。『SHUFFLE!』（Navel）シリーズの企画・シナリオ担当のあごバリアと、原画・キャラクターデザイン担当の鈴平ひろが、新ブランドでタッグを組んだ作品。
あごバリアによれば、シナリオを辿るノベルだけでなく、プレイヤーに考えさせるゲーム要素を入れる意図で、「星座」のモチーフや「ホロスコープツリー」のシステムを導入した。また「人間を形作るのは記憶と環境である」ということをわかりやすくするために、火災で主人公が記憶を失うギミックを取り入れ、「死んだと思っていたヒロインが目の前に現れたら物語はどうなるのか」という所からストーリー作りがスタートした。
原画担当の鈴平ひろは、「直球な萌えゲームの原画をフルでやるのは初めて」となった。あごバリアが新ブランドのアピールとして鈴平の絵が欲しいと考えて打診し、鈴平も原画をフルでやってみたい気持ちがあったため快諾した。
ゲームシステムは基本的に選択肢やマップ移動によってストーリーが分岐するアドベンチャーだが、主人公が持つアイテム「ホロスコープツリー」をストーリー進行に活用するシステムとなっている。「場所自身がそこで起きた過去の出来事を記憶している」という設定により、ストーリー内で得た「キーワード」を1〜3個選んでホロスコープツリーへ入力すると、その場所で起きた（かつキーワードに関連した時刻の）過去の場面を見ることができる。主人公（プレイヤー）はそれらを手がかりに問題を解決しながら、星座候補試験の期間を過ごしていくことになる。またホロスコープツリーは、過去に通ったルートや達成済みのエピソードを確認する機能も持つ。

### Stellar☆Theater ENCORE
ファンディスク。本編ではサブキャラクターだった橘皐月が攻略できるアフターストーリーや、ヒロインを象った自機を操るシューティングゲーム「ステラ・シューター」が新規に収録され、本編の空ルートが再録されている。

### Stellar☆Theater PORTABLE
PlayStation Portableへの移植版。本編とファンディスクの内容を収録し、加えて5人のサブヒロインが攻略可能となった。限定版にはシューティングゲームとカスタムテーマをダウンロードできるコードが書かれたカードが同梱されたが、表記に誤りがあったため公式サイトで訂正の告知がなされた。

## ストーリー
（出典：）
茜橋東学園に通う橘大地は5年前にショッピングモールで起きた火災事故に巻き込まれ一部の記憶を失うが、その傷も癒えはじめ、妹の皐月や幼馴染みの天音・銀一郎らと平穏な日々を過ごしていた。しかし地球を守る「十二星座」の欠員を補う候補生試験の協力者として大地が選ばれ、試験が茜橋東学園で行われることになる。その試験のために学園へ転入してきた3人の星座候補の内の1人は、もう会えないはずの幼馴染み・泉空だった。大地は試験の協力者として、学内で起きる問題の解決に取り組む空たち候補生を日々サポートしていく。

## 登場人物
（出典：）

### 主人公
橘 大地（たちばな だいち）
声：なし
7月6日生まれ 血液型：B型 身長：168cm
茜橋東学園2年A組。両親が数ヶ月間海外旅行へ出ているため、妹の皐月と2人暮らし（その後空が居候して3人暮らしになる）。学園ではクラスメイトの魅流・彗と共に「三バカカラス」として括られている。童顔のため周囲から若く見られることが多い。悪戯好き・女好きで軽口が多いが、思いやりがありいざという時には頼りになるため男女問わず人気は高い。特に「約束」を守ることに強い思いを持っている。物語の5年前にショッピングモールで起きた火災事故に巻き込まれ一部記憶を失っているが、表に出さず周囲に意識させずに生活する強さを持っている。
十二星座・七星の占星術で「十二星座候補試験の行方を橘大地の運命にゆだねよ」という結果が出たため、候補試験の協力者に選ばれた。試験課題として学園内の問題を解決する星座候補のヒロインたちを、七星から与えられた石板「ホロスコープツリー」を使ってサポートをする。

### ヒロイン
泉 空（いずみ そら）
声：風音
7月7日生まれ 血液型：AB型 身長：144cm B71(A)/W54/H74
本作のメインヒロインで星座候補生の1人。茜橋東学園2年A組。幼い頃に大地・皐月・天音・銀一郎と仲良く遊んだ幼馴染みで、物語の7年前に両親の仕事の都合で茜橋から引っ越していた。5年前の火災事故で死んだはずだったが、星座候補生の1人として現れ大地と同じクラスに転入し、橘家に居候することとなる。5年前に星座の力に目覚めたため成長がそのときのまま止まってしまっているのが空の悩み。気が強く真面目な性格で、皐月・天音・銀一郎とは昔のように仲良く話すが、大地にだけはきつく当たっている。
狩野 星亜（かのう せいあ）
声：青山ゆかり
11月17日生まれ 血液型：A型 身長：161cm B83(C)/W57/H85
星座候補生の1人。空とともに大地と同じクラスに転入し学園の女子寮に住む。十二星座の獅子座・狩野の妹で、陽夏曰く星座としての潜在能力は陽夏以上。真面目な委員長タイプでプライドが高く、三バカカラスや天音・銀一郎などの突飛な言動によく振り回されている。甘党でスイーツ関係に目が無く、その手の誘惑に弱い。
姫ノ宮 輝夜（ひめのみや かぐや）
声：五行なずな
12月15日生まれ 血液型：O型 身長：158cm B88(E)/W58/H84
星座候補生の1人として転入し、学園の女子寮に住む。皐月と同じクラスになり、その後親友となった。優しく控えめで、家事も得意な大和撫子。1学年上の大地にも勉強を教えられるほど頭脳明晰だが、運動神経は今一つ。事故で両親と姉を亡くし、転入前まで親戚の家に引き取られて生活していた。とある事故で亡くした家族を大切に思っている。
藤崎 天音（ふじさき あまね）
声：遠野そよぎ
11月2日生まれ 血液型：B型 身長：149cm B77(B)/W55/H80
茜橋東学園3年生。橘家の近所に住む幼馴染みで、大地と皐月の姉代わり。大地のことを“弟”としてベタ甘に可愛がるブラコン。明るくパワフルなお祭り好きで、銀一郎や大地と共にこれまでいろいろな騒ぎを起こしてきた。私服はゴスロリファッションが多い。
彼女のみ、最初の選択肢でグラフィックの「メガネ有り／無し」を選ぶことができる。これはメガネ好きな青猫により設定され、スタッフには「サプライズメガネシステム」と呼ばれている。
橘 皐月（たちばな さつき）
声：藤森ゆき奈
3月31日生まれ 血液型：AB型 身長：156cm B82(C)/W57/H84
茜橋東学園1年生。大地と1つ違いの実妹。容姿端麗・性格温厚・家事抜群で周囲から人気だが、超ブラコンで兄の大地を熱愛する。あまりの愛情の強さに、タブーを越えて時に周囲から応援されている。物語開始の時点では大地と2人暮らしのため、橘家の家事を一手に引き受け、兄には全く手を出させない。空が橘家に居候してからは大地への愛情が度を越す場合見える範囲内で阻止される。
本編ではサブキャラクターだったが、ファンディスク「Stellar☆Theater ENCORE」でヒロインに昇格した。

### サブヒロイン→PSP版でヒロイン昇格
明石沢 魅流（あかしざわ みる）
声：桜川未央
5月25日生まれ 血液型：A型 身長：160cm B80(B)/W56/H82
茜橋東学園2年A組。大地とは1年の時からクラスメイトで、男女の仲を超えた親友。バカ騒ぎが好きで男勝りな言動と性格ゆえ周囲からあまり女として見られず、大地・彗と共に三バカカラスの1人に括られているが、成績は万年学園トップ3。行動力がありどこでも首を突っ込むため顔が広く、学園のことなら何でもお任せの情報通。
狩野 陽夏（かのう はるか）
声：井村屋ほのか
11月17日生まれ 血液型：O型 身長：140cm B67(AA)/W53/H68
十二星座の獅子座。候補生の星亜の姉で実年齢は21歳。誕生日が同じだが双子ではない。空と同様幼い頃に星座の力に目覚めたため容姿がそのときのまま止まっており七星の頭1つ分ほど小さい。見た目に反し体より大きな斧を扱い「あらゆるものを破壊する」能力を持つ、十二星座の中でも最強の戦闘力を誇る。今回の星座候補試験の試験官として茜橋へ着任し、放課後の候補生たちの活動を取りまとめている。
普段は沈着冷静で責任感が強いが、婚約者の昴を熱愛しており、彼に絡む事になると性格が変わり、他の何よりも優先する。PSP版「Stellar☆Theater PORTABLE」ではヒロインではあるが昴と結婚した。
北杜 七星（ほくと ななほし）
声：夢咲朱花
7月7日生まれ 血液型：O型 身長：155cm B86(D)/W58/H85
十二星座の水瓶座。17歳の時に星座となり、実年齢は19歳。占星術を使ってかなりの確率で未来を予知できるが、戦闘力は低い。星座候補試験の試験官（主に陽夏の抑え役）として共に茜橋へ着任し、自分の占星術で試験の協力者に選ばれた大地へホロスコープツリーを手渡す。優しく礼儀正しいが気は弱い。常識を軽く突破している十二星座の中では、比較的常識人。ホラー映画が好きだが恐がりなので1人では見られず、いつも誰かを誘っている。
飛山 明葉（ひやま あけは）
声：湖月紅れ葉
2月19日生まれ 血液型：A型 身長：163cm B79(B)/W57/H81
十二星座の牡羊座。17歳の時に星座となり、現在は20歳。陽夏たちの後詰め要員として、茜橋に着任した。生物・非生物を問わず「どんなものでも治す（直す）」能力を持ち、人の怪我や病気も即死でない限りは治すことができるが、必ず何かしらの対価を要求する。陽夏も手を焼くほど、十二星座一の自由人かつお気楽マイペースで好き嫌いがはっきりしている。美少女が大好きなレズで、男性に対しては素っ気ないが、大地のことはなぜか気に入っている。
白鳥 黒哉（しらとり くろや）
声：風華
9月10日生まれ 血液型：O型 身長：171cm 内緒です/秘密です/恥ずかしいです
十二星座の乙女座。22歳の時に星座となり、現在は28歳。明葉と同じく後詰め要員として茜橋に着任した。スレンダーな体型・柔らかく澄んだ声・優しく丁寧な物言いなど「乙女座」の名に相応しい絶世の美形だが、実は3人しかいない男性星座の一人。
陽夏と並んで「十二星座の双璧」と呼ばれ高い戦闘能力を持っており本気で暴れだしたら陽夏ですら止めるのが難しい。物語では勝手に動き出した工事現場の重機を軽々と片手で止めたりなど、その力の一端を見せる。設定上では陽夏のような武器などは一切持たず、純粋に自らの拳だけで戦う。
七色 真白（なないろ ましろ）
声：北都南
「Stellar☆Theater ENCORE」で初登場。
十二星座の蟹座。星座としては空の後輩。「知っている人なら誰にでも変身できる」能力を持ち、その人物の喋り方・癖・記憶はもちろん身体能力や星座の特殊能力まで完璧にコピーできる。いつもはクールでぶっきらぼうだが、「運命」「宿命」などのキーワードが大好きで、スイッチが入ると突然興奮して行動的になる。「運命」と兄を想う皐月に感動し、彼女の恋をいろいろと手助けする。
「Stellar☆Theater ENCORE」ではサブキャラクターだが「Stellar☆Theater PORTABLE」ではヒロインに昇格された。

### サブキャラクター
乾 銀一郎（いぬい ぎんいちろう）
声：角川竜二
1月1日生まれ 血液型：O型 身長：178cm
茜橋東学園3年生。天音とはクラスメイト。大地たちの幼馴染で、大地と皐月の兄代わり。大地は「アニキ」皐月は「銀くん」と呼んでいる。大雑把だが行動力があって頼れる存在で、大地の人格形成に大きな影響を与えている。天音とは大地たちよりも古い付き合い。天音とともに大地のことを温かく見守り、支えてきた。
与那原 彗（よなはら すい）
声：小池竹蔵
8月2日生まれ 血液型：B型 身長：174cm
茜橋東学園2年A組。大地や魅流と1年生からのクラスメイトで、三バカカラスの1人。学園の成績は壊滅状態だが、普通の人には無意味な知識を豊富に持っている。それなりの美形でポジティブな性格だが、痛めつけられたり蔑まれたりすることに快感を覚えるドM。一途に魅流に惚れており、彼女に踏みつけられる度に愛情を感じている。周囲からは変態扱いされるものの嫌われてはおらず、むしろ愛すべき存在となっている。
夢 昴（ゆめ すばる）
声：山本パンダ
10月5日生まれ 血液型：O型 身長：180cm
茜橋東学園の校医。28歳。優しく真面目で穏やかで、生徒たちから人気がある。保健室では常に美味しいコーヒーを飲ませてくれる。陽夏の婚約者で、2人でいる時はイチャイチャ状態となり、周囲を呆れさせる。星亜とは陽夏を通じて面識がある。
ソラ
声：新垣彩
身長：150cm B68(AA)/W55/H81
黒い服をまとい、白い髪と翠の瞳を持つ謎の少女。蒼のことをとても大切にしている。
海原 蒼（うなばら あお）
声：佐々留美子
7月28日生まれ 血液型：O型 身長：154cm B82(C)/W56/H82
茜橋病院に長期入院して眠り続ける少女。交通事故に遭って歩けなくなり、その後の病気の高熱で失明している。
姫ノ宮 夕奈（ひめのみや ゆうな）
声：倉田まりや
輝夜の優しい姉。5年前の事故で、両親と共に亡くなった。

## 世界観・用語
（出典：）
物語の背景
この物語は、宇宙人がたくさんいるという世界観になっている。前史時代、地球は宇宙人の手によって荒らされていたが、話し合いによって銀河遺産と認定され、保護されることとなった。そして外部からの干渉を防ぐために、宇宙人は力の種を地球人に植え付け、自衛力を持たせた。その後、自分の中の種を開花させた人間は「星霊」（せいれい）、種の力を使いこなせるようになった人間は「星座」と呼ばれるようになる。
星座
自分の中の力の種を開花させ、その力を使いこなすようになった者。種の種類に応じた様々な能力を持ち、異星人の干渉から地球を守る任務に就いている。星座の力は日本人にしか発動しない（最初に力を与えられたのが日本人だったためと言われている）。全部で100人ほどしかおらず、ほとんどは女性で、男性はわずか3人。
星座となった人間は、その力が完全に目覚めた時点で、身体中の細胞がその状態を記憶して維持しようとするため、成長が止まる。どんな怪我でも高速で治癒・再生が可能で、即死でもないかぎり死ぬことはない。
十二星座
星座の中でも最高峰の力を持つ者で、黄道十二宮の星座を持つ。何らかの理由で十二人から欠けた場合は、星座の中から候補試験により選抜されて補充される。今回の候補試験は茜橋東学園で行われ、候補生たちに学園内で起きる様々な問題を解決させて、その過程や働きから評価を行う。
ホロスコープツリー
大地が七星から与えられた、無数の葉を持つ巨大な樹が描かれた石板。七星の力により生み出された物で、星の力で所有者の進むべき道を示す。描かれた樹は所有者にこれから訪れる運命を表し、樹の頂が運命の到達点、幹や枝はそこへ辿りつくまでの道筋を表すという。その場所で起きた過去の出来事に関連するキーワードを、所有者が心の中で強く思い描くと、キーワードに関連した過去の出来事の映像が石板から投影される。
なお石板の操作については、ゲーム内では所持するキーワードを選択入力する画面しか表示されないが、コミカライズ版ではキーワードが描かれたカードを使って大地が石板を操作する様子が描写されている。

## スタッフ
- 企画・ディレクター：あごバリア
- キャラクターデザイン・原画：鈴平ひろ
- シナリオ：あごバリア、守屋天
- 音楽：マッツミュージックスタジオ
- CG監修・画面デザイン・SDチップキャラ：おやかた
- CG彩色：おやかた、AHEN他
- SDキャラクター：羽音るな
- プログラム：青猫
- 営業・広報：きゃしゃりん
- オープニングムービー：パリオ（Mju:z）
- プロデューサー：青猫
- 制作・著作：Rosebleu

## 主題歌

### Stellar☆Theater
オープニングテーマ「Rhythm-MAX」
歌：Riryka / 作詞：AlAi / 作曲・編曲：内藤侑史 & 山田屋カズ<BAL>
エンディングテーマ「everlasting」
歌：神代あみ / 作詞：AlAi / 作曲・編曲：内藤侑史 & 山田屋カズ<BAL>
グランドエンディングテーマ・挿入歌「next to...」
歌：真里歌 / 作詞：AlAi / 作曲・編曲：内藤侑史 & 山田屋カズ<BAL>

### Stellar☆Theater ENCORE
オープニングテーマ「MEMORY IMPACT」
歌：Riryka / 作詞：nika / 作曲・編曲：内藤侑史 & 山田屋カズ<BAL>

### Stellar☆Theater Portable
オープニングテーマ「恋愛天体物理学」
歌：Riryka / 作詞：nika / 作曲・編曲：ユージ・ナイトー

## 関連商品

### ビジュアルファンブック
Stellar☆Theater ビジュアルファンブック
2010年6月23日発売 / MAXムック / ISBN 978-4-863-79111-4
キャラクター設定、イベントCG、鈴平ひろによる描き下ろしや販促イラスト、鈴平・あご・守屋によるロングインタビューなどを収録。『コンプティーク』2009年2,4,5,6,8月号で連載されたSS「すてしあ劇場」全5回、メインヒロイン4名分の書き下ろしイラスト＋SSも収録。

### コミカライズ
Stellar☆Theater
原作：Rosebleu / 作画：わき
『月刊コンプエース』（角川書店）2009年5月号から2010年5月号まで連載。一般作品。空ルートが基本。コミックスはカドカワコミックス・エースより全2巻。
1. 2009年11月26日発売 ISBN 978-4-04-715329-5
2. 2010年5月26日発売 ISBN 978-4-04-715453-7

### 小説
ステラ☆シアター Quartet memories
原作：Rosebleu / 著者：あごバリア・歌鳥 / 表紙：鈴平ひろ
2010年1月23日発売 / なごみ文庫 / ISBN 978-4-434-13830-0
一般作品。オリジナル短編4本を収録。表紙は皐月とソラ。あごが書いた短編「橘皐月の生まれた日」は、『Stellar☆Theater encore』に一部流用されている。

### その他
ステ☆シアとらいあるセット
2008年12月28日発売。一般作品。下記の3品がセットになっている。RosebleuのWeb Shopより通信販売されている。
とらいあるFAN BOOK
設定資料および各メインヒロインの書き下ろしSSが収録されている。
ドラマCD『たとえばいつもこんな日々』
日常の一コマを描いた約50分のドラマCD。メインヒロインやサブキャラクターのほぼ全てが出演。作詞作曲：桜川未央、風音、五行なずな、遠野そよぎ、歌：風音による即興曲「ステラシアターのうた」が収録されている。
紙袋
『とらいあるFAN BOOK』の表紙を使った紙袋。